# Willem van Vienne

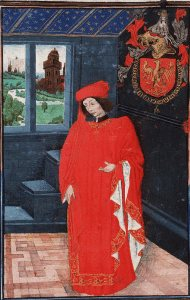
Willem van Vienne in het wapenboek van de Orde van het Gulden Vlies

Willem van Vienne (Frans: Guillaume de Vienne) (ca. 1360 - 1434) was een Bourgondisch edelman.
Hij was heer van Saint-Georges, Sainte-Croix, Seurre en Montpont.
Zijn geboortedatum is niet zeker, maar wordt geschat omstreeks 1360. Hij startte in 1382 een carrière als ridder in de veldtocht naar Vlaanderen, die uitmondde in de Slag bij Westrozebeke (1382), in 1390 gevolgd door een kruistocht tegen de Berbers van Tunis. Een echte kruistocht was de tocht naar Hongarije, met het verlies van de Slag bij Nicopolis in 1396.

Een diplomatieke post kwam met de aanstelling tot kamerheer van Filips de Stoute, en ambassadeur in Milaan rond 1408. Na de dood van de hertog zette hij zijn werk voort onder de opvolger Jan zonder Vrees. In 1408 nam Willem van Vienne deel aan de Slag bij Othée, en in 1409 aan het beleg van Vellexon. Beiden waren een voortvloeisel van de oorlog tussen de Armagnacs en de Bourguignons.
In 1419 nam hij deel aan het overleg tussen de dauphin, de latere Karel VII, en Jan zonder Vrees, waarbij de laatste op 10 september vermoord werd. Filips de Goede nam hem hierop in dienst, en benoemde hem in 1422 tot kapitein-generaal van Bourgondië. Vanaf 1430 behoorde Vienne tot de Orde van het Gulden Vlies.
Vienne stierf in 1434 en werd bijgezet in de augustijnenkerk van Nuits-Saint-Georges.